# Шаликов, Пётр Иванович
Князь Пётр Ива́нович Ша́ликов (? — 16 (28) февраля 1852, Серпуховский уезд Московской губернии) — русский писатель-сентименталист, журналист и издатель.

## Биография
Потомок грузинского княжеского рода Шаликашвили. Родился в семье кавалерийского офицера Ивана Дмитриевича Шаликашвили. Получил домашнее образование. Обучался в Благородном пансионе при Московском университете. В службу вступил в один из кавалерийских полков. Участвовал в штурме Очакова, затем — в польской войне. В 1797 году премьер-майор, командир эскадрона.
После смерти отца и восьми лет офицерской службы оставил военную службу (1799). Продав родовое поместье в селе Новые Санжары Полтавской губернии, Шаликов обосновался в Москве, поступил в Московский университет и предался литературным занятиям. Во время Отечественной войны 1812 года не смог выехать из Москвы, пережил французскую оккупацию в своём доме на Пресне, в 1813 году издал воспоминания о пребывании французов в Москве: «Историческое известие о пребывании в Москве французов 1812 года». Был членом московской масонской ложи «Александра тройственного спасения», работавшей по Исправленному шотландскому уставу.
Позже вместе с семьёй Шаликов жил в здании Университетской типографии на Страстном бульваре. В обществе слыл чудаком и оригиналом, вместе с примечательной внешностью имел страсть к эксцентричной одежде. Князь носил яркие жилеты и сюртуки, летом всегда розовый, голубой или планшевый платок на шее, ходил в белых чулках и никогда в сапогах. По воспоминаниям его жены, «сочинения Шаликова расходились хорошо, он имел успех в тогдашнем обществе; романсы его перекладывались на музыку и пелись в салонах, сам он имел очень приятный тенор, выразительную южную физиономию, знал иностранные языки, говорил бойко и складно, словом, считался одним из блестящих людей своего времени».
С 1841 года Шаликов жил безвыездно в своём имении в Серпуховском уезде Московской губернии, где «много читал, писал, ездил верхом; за два месяца до смерти он цитировал Вольтера и Монтескьё и умер без болезни, уснув вечным сном, как младенец». Похоронен на Высоцком кладбище в Серпухове.

## Литературная деятельность
Печататься начал в 1796 году в журнале «Приятное и полезное препровождение времени». Издал сборники стихотворений «Плод свободных чувствований» (ч. 1—3, 1798—1801), «Цветы граций» (1802).
Под влиянием карамзинских «Писем русского путешественника» написал прозаические произведения «Путешествие в Малороссию» (ч. 1—2, 1803—1804) и «Путешествие в Кронштадт» (1805). В 1819 вышли «Повести князя Шаликова» и «Собрание сочинений» (ч. 1—2). Как прозаик причисляется к эпигонам сентиментализма.
Был издателем журналов «Московский зритель» (1806), «Аглая» (1808—1812), «Дамский журнал» (1823—1833). Также он был редактором газеты «Московские ведомости».

## Семья
Его сестра и сотрудница Александра (ум. 1862) — поэтесса и переводчица.
Жена (с 9 июля 1813 года; Москва) — Александра Фёдоровна Лейснау (или Лейсен; 1794—14.06.1867), дочь майора Георгиевского внутреннего батальона Франца Христиановича Лейснау (Лейсен). Князь П. А. Вяземский писал А. И. Тургеневу: «Знаешь ли ты, что Шаликов женился, и на немке, которая курит трубку, пьёт полпиво, и которая с большим трудом, и только на вторую неделю, могла — его сиятельство». Похоронена в церкви Алексеевского монастыря в Красном Селе. В браке было восемь детей, четверо из которых умерли в младенчестве:
- Наталья (1815—1878) — писательница, первая женщина-журналистка в России;
- Григорий (1818—1872) — служил в Люблинском егерском полку (1839), подполковник (1864); полковник в отставке[3];
- Андрей (1823—1896) — крестник В. Л. Пушкина, учился в Московском кадетском корпусе, поручик кавалерии в отставке (1864), статский советник[3];
- Софья (02.08.1832—1913) — жена Михаила Каткова.

## Комментарии
1. ↑  «Русский биографический словарь» указывает годом рождения 1767-й, с пометкой, что «по некоторым источникам в 1768 году». Из «Отчета о состояниях и действиях Императорского Московского университета за 1835/6 академический и 1836 гражданский годы» следует более позднее время рождения: около 1774 года, что лучше согласуется с донесением в 1827 году агента III отделения фон Фока: «редактор „Московских Ведомостей“ есть известный Ш., который с давнего времени служит предметом насмешек для всех занимающихся литературой. В 50 лет он молодится, пишет любовные стихи и принимает эпиграммы за похвалы…»
2. ↑  По данным «Русского биографического словаря» он был редактором в период 1813—1836 годов. В «Отчете о состояниях и действиях Императорского Московского университета за 1835/6 академический и 1836 гражданский годы» указано, что в должности издателя «Московских ведомостей» князь Шаликов находился с 1824 года.